# San-Fernando-Erdbeben von 1971
Das San Fernando-Erdbeben von 1971 (auch bekannt als Sylmar-Erdbeben) ereignete sich am 9. Februar 1971 um 6:00:55 Uhr Ortszeit (14:00 UTC) im San Fernando Valley nahe Sylmar, einem Stadtteil von Los Angeles, mit einer Magnitude Mw von 6.6.
Das Erdbeben ist unter verschiedenen Namen bekannt. Seismologen nennen es „San Fernando Erdbeben“, ebenso der United States Geological Survey (USGS). „Sylmar-Beben“ oder „Sylmar-Erdbeben“ ist der Name, der dem Beben anfänglich von den lokalen Nachrichtenmedien gegeben wurde, da die schlimmsten Schäden am Olive View Medical Center in Sylmar auftraten. Die Betroffenen des Bebens bezeichneten es auch als „February Ninth“, das „Beben vom 9. Februar“.

## Ort des Erdbebens
Das Southern California Earthquake Data Center lokalisierte das Hypozentrum in 8,4 km Tiefe, das Epizentrum lag auf der von Sylmar aus gesehen anderen Seite der San Gabriel Mountains im Iron Canyon im Gebiet des Sand Canyon, Canyon Country. Aufgrund der Lage des Epizentrums zwischen Sylmar und San Fernando waren diese Siedlungsgebiete am stärksten von Schäden betroffen, ebenso der nordöstlichste Teil des San Fernando Valley. 
Das Erdbeben wurde von einem Bruch auf der San Fernando-Störungszone ausgelöst, einer Schar von nach Norden einfallenden, steilen Aufschiebungen am südöstlichen Rand der San Gabriel Mountains. Es verursachte eine unzusammenhängende Zone von Oberflächenbrüchen mit einem mittleren horizontalen und vertikalen Versatz von einem Meter. Eine Reihe von starken Nachbeben schloss vier Beben der Magnitude 5 ein.

## Schäden

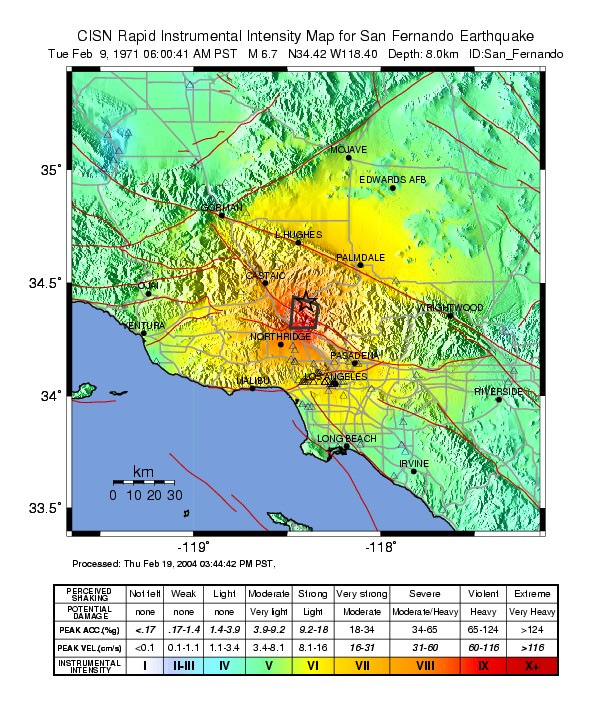
Verteilung der Intensität des Erdbebens

Das Erdbeben forderte 65 Opfer und verursachte einen Sachschaden von mehr als 500 Millionen Dollar, darunter die Zerstörung zweier Krankenhäuser, zweier Autobahnkreuzungen und eines Teils des unteren Staudamms des Van Norman Lake. Die Beschädigung des Staudamms ließ die Befürchtung entstehen, er könne in Teilen oder ganz zusammenbrechen. Große Verwirrung rief die Tatsache hervor, dass verschiedene Stellen eine vollständige Evakuierung von 40.000 Menschen anordneten, andere eine freiwillige Räumung von Gebieten des San Fernando Valleys unterhalb des Staudamms. Die Kommunikation wurde erschwert durch die Unterbrechung von Telefon- und Stromleitungen. Ebenso brach teilweise die Wasserversorgung zusammen.
Die meisten Opfer forderten der Zusammenbruch des Veterans Administration Hospitals in San Fernando, wo 49 Personen starben. Das Olive View Hospital in Sylmar, das erst einen Monat vorher eröffnet worden war, wurde fast einen halben Meter von seinen Fundamenten geschoben, so dass der erste Stock zusammenbrach und drei Patienten und ein Angestellter unter den Trümmern ums Leben kamen.
Zwölf Überführungen stürzten ein, darunter die Kreuzung der Interstate 5 mit der Interstate 210 (Foothill Freeway), wo zwei Personen getötet wurden. Auch der erst kürzlich fertiggestellte Newhall Pass Interchange, die Kreuzung der Interstate 5 (Golden State Freeway) und der California State Route 14 (Antelope Valley Freeway), wurde durch das Erdbeben zerstört. Der Newhall Pass Interchange wurde beim Wiederaufbau mit verstärkten Bauteilen ausgestattet, brach aber 23 Jahre später beim Northridge-Erdbeben von 1994 wieder zusammen.
Weit verbreitet traten Erdrutsche auf, die starke Schäden in den San Gabriel Mountains anrichteten.

## Gesetzgebung
Als Reaktion auf das Erdbeben wurden die Bauvorschriften verschärft. 1972 wurde dementsprechend der Alquist Priolo Special Studies Zone Act verabschiedet. Dieser verbietet die Errichtung von Gebäuden auf aktiven Verwerfungen, um die Gefahr von Gebäudezerstörungen durch Störungsbruch zu verringern.